# 打見佑祐
打見 佑祐（うつみ ゆうすけ）は、日本の漫画家、漫画原作者。千葉県出身。

## 略歴
- 2013年、「GADO-DEN ～我道伝～」がJUMPトレジャー新人漫画賞1月期で佳作を受賞[1]。審査員は秋本治。
- 2015年、『週刊少年ジャンプ』にて『Ultra Battle Satellite』を連載開始[2]
- 2020年、『ズズズキュン！』にて『日射強盗 』を連載開始

## 作品リスト

### 連載
- Ultra Battle Satellite（『週刊少年ジャンプ』2015年14号[2] - 31号）
- 日射強盗  (『ピッコマ』2020年09月11日 -2022年03月25日 ）
- 白龍公爵ペンドラゴン（『ピッコマ』2021年12月22日 - ） -　原作：Kim Hyungjun 作画：澄白悠貴奈

### 読み切り
- GADO-DEN ～我道伝（『週刊少年ジャンプ』公式サイト掲載）
- fire ball（『ジャンプNEXT!』2013 AUTUMN）
- あばれ猿（『週刊少年ジャンプ』2014年21号） - 『Ultra Battle Satellite』の前身作
- 星屑wanderer（『ジャンプNEXT!!』2016 vol.2[3]）
- 流鏑馬のリバ（『少年ジャンプ+』2021年2月） -　作画：西嶋慶大